# Maniqueísmo
Maniqueísmo  (en nuevo persa آیینِ مانی, Āyīn-e Mānī) es el nombre que recibe la religión universalista fundada en el siglo III d. C. en el Imperio sasánida por el profeta y sabio parto Mani (o Manes; c. 215-276 d. C.), quien decía ser el último de los profetas enviados por Dios a la humanidad, siguiendo a Zoroastro, Buda y Jesús.  
El maniqueísmo tuvo un rápido éxito y se extendió por las regiones de habla aramea; prosperó entre los siglos III y VII, y en su apogeo fue una de las religiones más extendidas del mundo. Existieron templos y escrituras maniqueas tan al oriente como en la dinastía Han y tan al occidente como en el Imperio romano. Fue brevemente la principal religión rival del cristianismo primitivo en la competición por sustituir al politeísmo clásico antes de la expansión del islam. Bajo el Dominado romano, el maniqueísmo fue perseguido por el Estado romano y con el tiempo fue erradicado del Imperio.
El maniqueísmo enseña una elaborada cosmología dualista que describe el conflicto entre un mundo de Luz bueno y espiritual, y un mundo de Oscuridad malévolo y material.A través de un proceso continuo que tiene lugar en la historia humana, la Luz sagrada se retira gradualmente del mundo material, retornando al mundo superior de la luz, de donde proviene. Mani tenía como propósito con sus enseñanzas «combinar», suceder y sobrepasar las enseñanzas del platonismo, cristianismo, el zoroastrismo, el budismo, el marcionismo, el judaísmo helenístico y rabínico, movimientos gnósticos, la religión de la antigua Grecia, la religión babilónica y otras religiones mesopotámicas, y los cultos mistéricos.Se reverencia a Mani como el profeta final después de Zoroastro, el Buda Gautama y Jesucristo.  
El maniqueísmo se concibe desde sus orígenes como la fe definitiva, por cuanto pretende completar e invalidar a todas las demás. Al rivalizar en este sentido con otras religiones, como el zoroastrismo, el budismo y el cristianismo gnóstico y el islam, de sus contactos con ellas se derivaron numerosos fenómenos de fusión doctrinal.
La definición teológica es foco de controversias. Mientras que, para algunos eruditos, el fenómeno maniqueo no es reductible a una concepción dualista de la divinidad y el cosmos, ni es definible como gnosticismo, para otros muchos estudiosos es esencialmente gnóstico y dualista.
Parte de su esencia doctrinal se funda en comprender que existen dos principios creadores en conflicto constante: el bien y el mal. Por ello, por extensión y de manera peyorativa también se usa el término «maniqueísmo» para referirse a la «tendencia a reducir la realidad a una oposición radical entre lo bueno y lo malo».
Se divulgó desde la Antigüedad tardía por el Imperio romano e Imperio sasánida, y en la Edad Media, por el mundo islámico, Asia Central, Japón, Inglaterra, Francia y China, donde perduraría, al menos, hasta el siglo XVII. Se ha llegado a decir que el maniqueísmo llegó a extenderse desde el Atlántico hasta el Pacífico.
Por ello, sus escritos litúrgicos sagrados y fuentes propias se encuentran registrados en múltiples lenguas, entre ellas, latín, griego, copto, persa medio, chino, parto, sogdiano, etcétera. Por lo demás, existen fuentes no maniqueas que informan sobre las creencias y costumbres de esta religión desde San Agustín con su obra Contra los herejes, a al-Biruni. En la Edad Media, catarismo y bogomilismo fueron consideradas herejías de raigambre maniquea, y en la actualidad algunas sectas y nuevas religiones se declaran maniqueas o neomaniqueas, aunque sin relación directa o histórica con el maniqueísmo.

## Historia

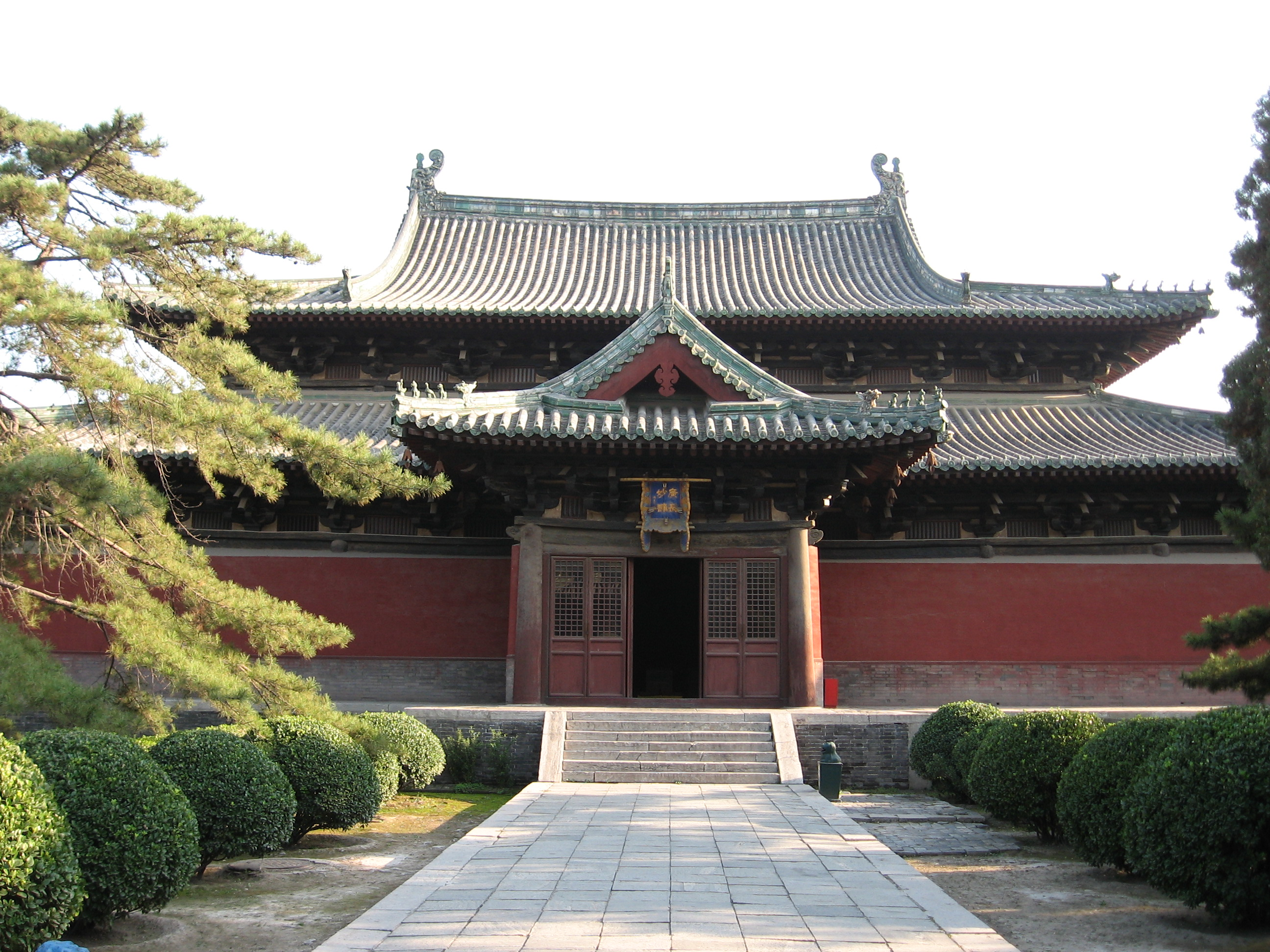
Sala maniquea (Moni dian) del templo Longxing en el distrito de Zhengding en la provincia china de Hebei.

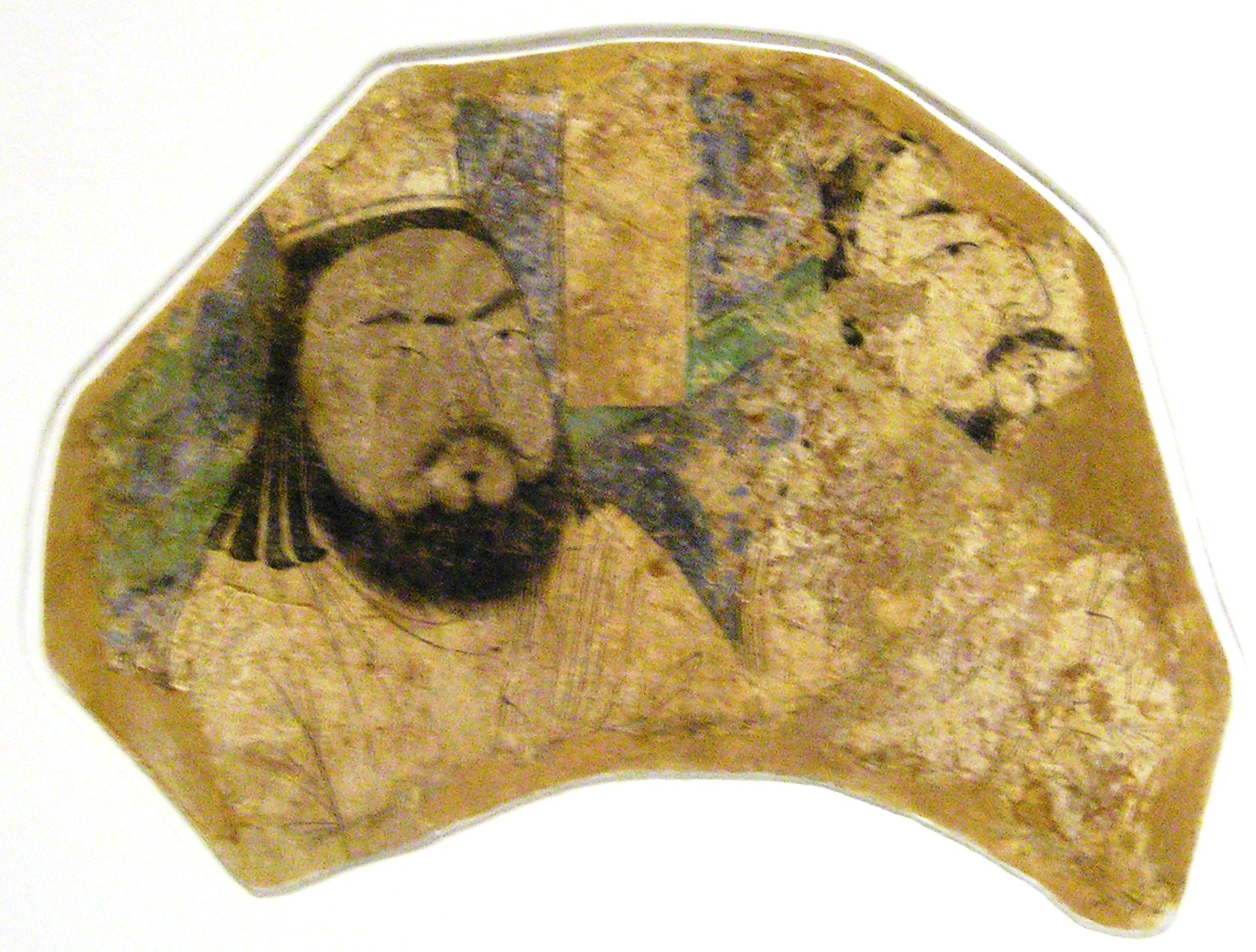
Electi en una pintura mural procedente de Gaochang, Sinkiang, China conservada en el Museum für Indische Kunst de Berlín, siglos.

### Vida de Mani

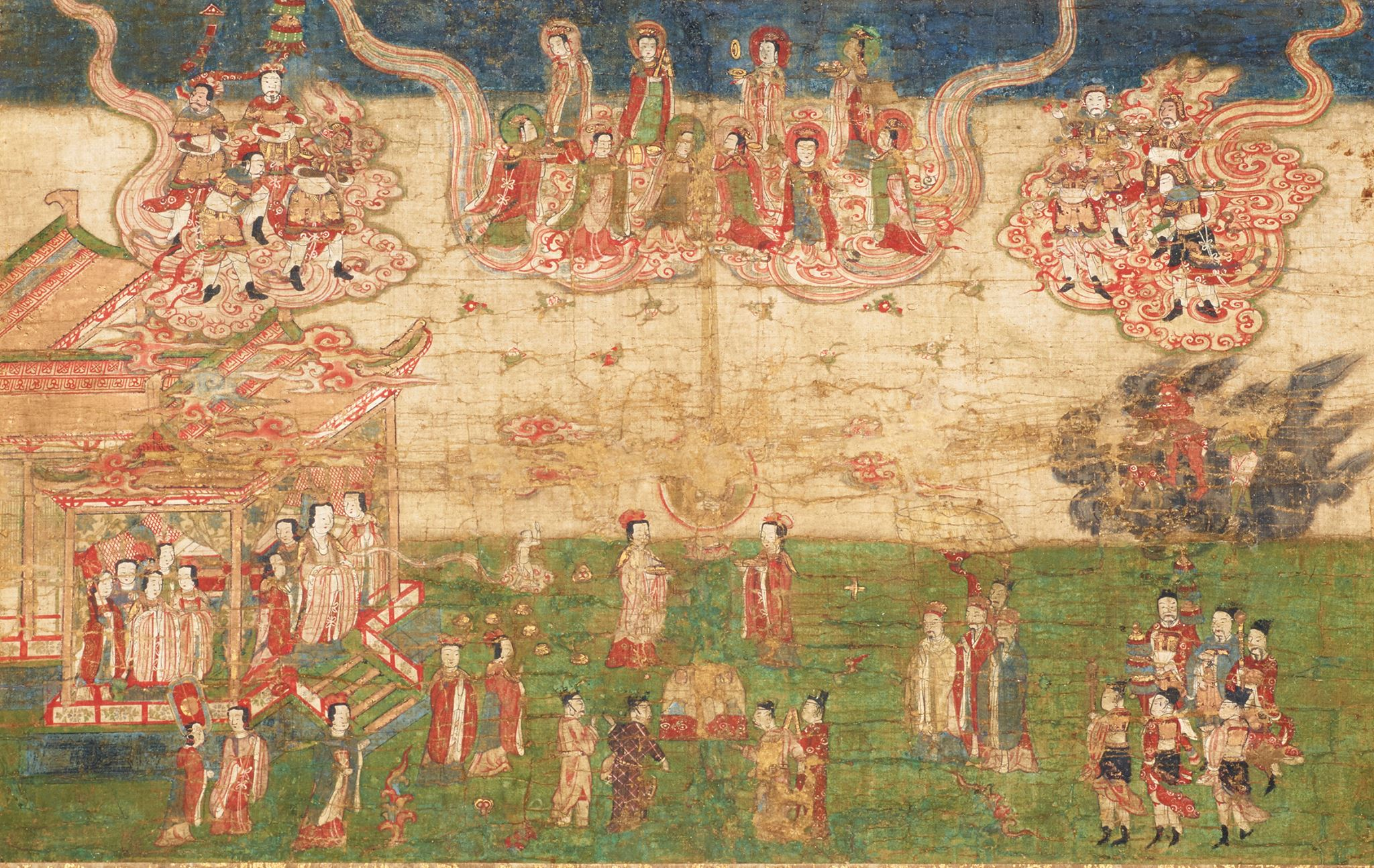
Pintura en seda de la dinastía Yuan, El nacimiento de Mani.

Mani era iranio y nació en 216 en Seleucia-Ctesifonte (actual al-Mada'in, Irak) o cerca de allí, en el Imperio parto. Según el Mani-Codex de Colonia,los padres de Mani eran miembros de la secta gnóstica judeocristiana conocida como los Elcesaitas.Mani vivió durante un tiempo de cambios considerables en la sociedad irania, una transformación que fue impulsada por la ideología imperial expansionista de los sasánidas, cuyo imperio estaba en su auge y competia con  el Imperio romano. 
Mani creció en un ambiente heterodoxo en Babilonia. La comunidad elcesaíta era ostensiblemente judeocristiana, aunque con algunos rasgos gnósticos debidos a su herencia ebionita, tales como la creencia en encarnaciones recurrentes de los apóstoles celestiales, uno de los cuales era un Cristo docético. A los 12 y 24 años Mani experimentó visiones de un «gemelo celestial» suyo (syzygos), que le llamaba a abandonar la secta de su padre y predicar el verdadero mensaje de Jesús en un nuevo evangelio.Se cree que sus raíces cristianas podrían haber estado influidas por Marción y Bardaisan.
Mani viajó después a la India (Sakas, en el actual Afganistán), donde estudió el hinduismo y sus diversas filosofías existentes, así como el budismo.De regreso en el 242, Mani se presentó al emperador sasánida Sapor I, a quien dedicó su única obra escrita en persa, conocida como el Shabuhragan. Si bien Sapor no se convirtió al maniqueísmo y siguió siendo zoroastrista, favoreció las enseñanzas de Mani, que mezclaban cristianismo, budismo y zoroastrismo, y lo acogió en su corte. Aunque no hay pruebas de que Sapor I fuera maniqueo, toleró la difusión del maniqueísmo y se abstuvo de perseguirlo dentro de las fronteras de su imperio.Se dice que Mani hizo milagros, como levitar, teletransportarse y curar a los enfermos, lo que le ayudó a ganar adeptos en la élite irania. También era famoso como pintor.
Mani escribió siete obras, seis de ellas en siríaco, una variedad tardía del arameo. La séptima, el Shabuhragan, fue escrita por Mani en persa medio y presentada por él a Sapor I. Según una tradición, Mani inventó la versión única del alfabeto siríaco conocida como alfabeto maniqueo, que se utilizó en todas las obras maniqueas escritas dentro del Imperio sasánida, tanto si estaban en siríaco como en persa medio, y también en la mayoría de las obras escritas dentro del kanato uigur. La lengua principal de Babilonia (y la lengua administrativa y cultural del Imperio sasánida) en aquella época era el arameo medio oriental, que incluía tres dialectos principales: El arameo babilónico judío (la lengua del Talmud babilónico), el mandeo (la lengua del mandeísmo) y el siríaco, que era la lengua de Mani y de los cristianos siríacos.
El sucesor de Sapor, Ormuz I, que reinó apenas un año, siguió patrocinando a Mani, pero su sucesor Bahram I, seguidor del intolerante reformador zoroástrico Kartir, comenzó a perseguir a los maniqueos. Encarceló a Mani, que murió en prisión al cabo de un mes, en 274.

### Expansión
Tras sus comienzos en el siglo III en Babilonia, en el Imperio sasánida, el maniqueismo se extendió a través del Oriente hasta China por la cuenca del río Tarim, y en muchas partes del Imperio romano. Fue una religión universalista, que aprovechó la Ruta de la Seda para su expansión, pero que se vio pronto perseguida en el área islámica y el Occidente cristiano, perdurando sobre todo en el Extremo Oriente.
El maniqueísmo se extendió hacia occidente de Alejandría a Cartago, y de allí a Hispania. A finales del siglo IV, San Jerónimo hablaría sobre mujeres de alta alcurnia en la Lusitania que se habían convertido en adeptas de Mani, habiendo un importante centro de maniqueísmo en Augusta Emerita, donde ya existía el mitraísmo. Un avance paralelo se dio en Italia y la Galia.
Según todas las evidencias disponibles, el maniqueísmo sobrevivió, fundamentalmente, en China, hasta inicios del siglo XVII, durante la dinastía Ming (1368-1644), y algunas de sus ideas y principios, incluso, hasta más adelante, a principios del siglo XX. A pesar del dualismo tan ajeno a los conceptos chinos, el maniqueísmo, conocido bajo el nombre de religión de la luz, alcanzó un cierto éxito gracias a la incorporación de elementos budistas y taoístas. Incluso ha sido redactado un Catecismo de la religión del Buda de la Luz en Chang'an, en el año 731, por orden imperial.
En 2005 un equipo de estudiosos ha postulado la posibilidad de que un culto maniqueo haya podido sobrevivir hasta el presente.

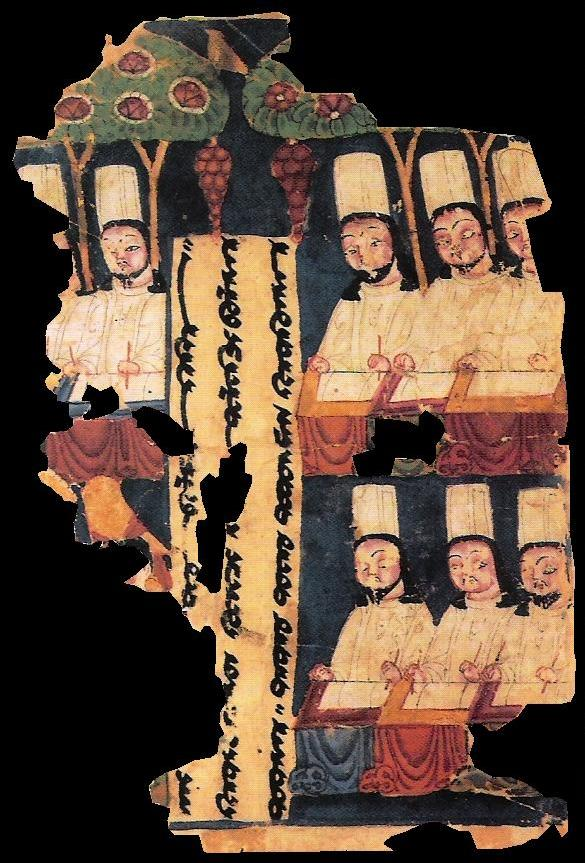
Electi maniqueos, representados como escribas, con inscripción de panel en uigur. Manuscrito de Khocho, Cuenca del Tarim, (Museum für Indische Kunst, Berlín, MIK III 6368 R), pintura sobre papel, siglo VIII o IX.
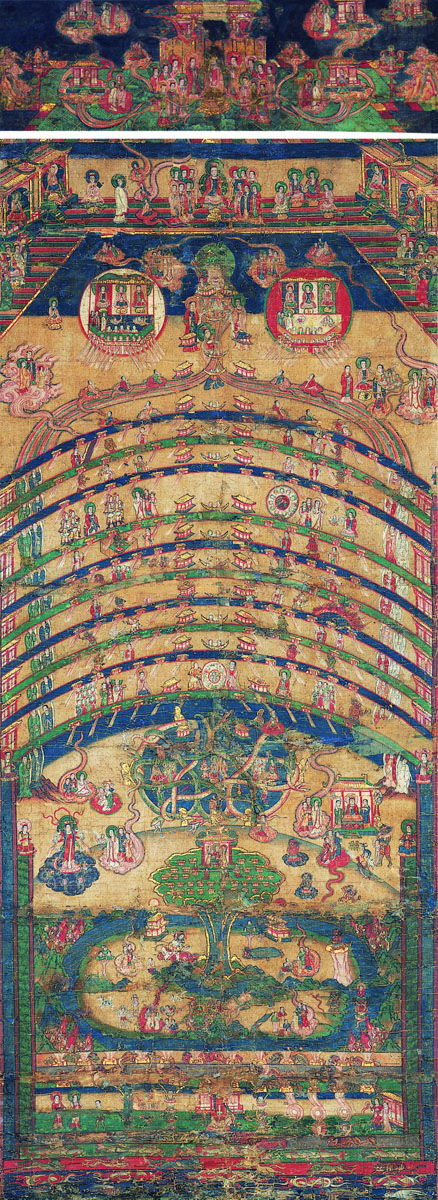
Cosmología maniquea, pintura de la dinastía Yüen.
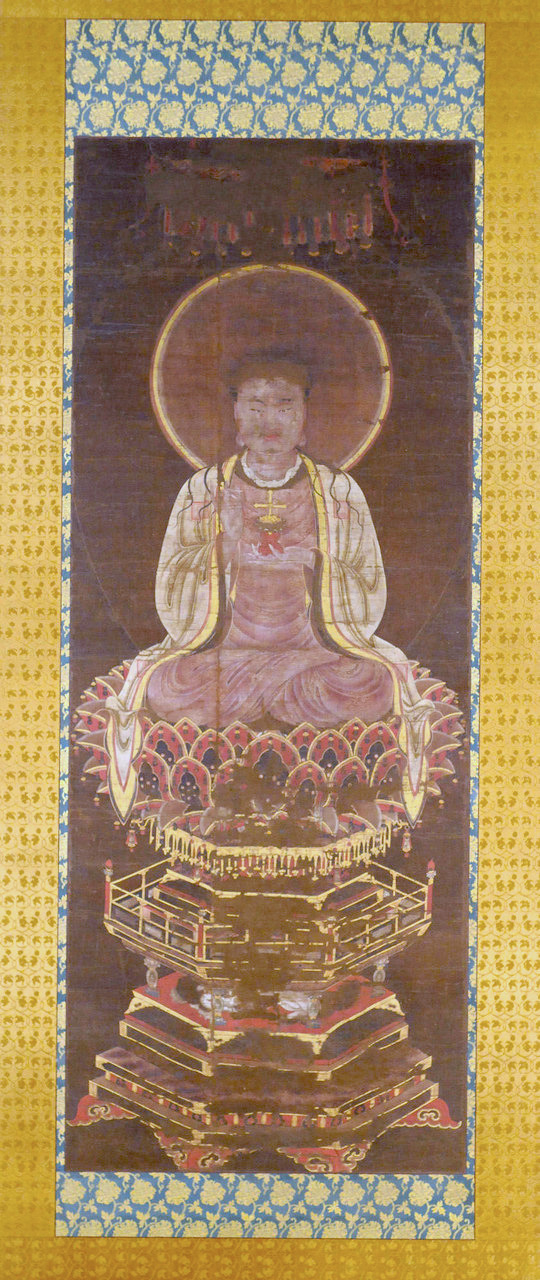
Jesucristo como el profeta maniqueo, la figura se puede identificar como una representación de Jesucristo por la pequeña cruz dorada que se sienta en el rojo pedestal de loto en su mano izquierda, siglo XIII.

## La vida de la comunidad maniquea

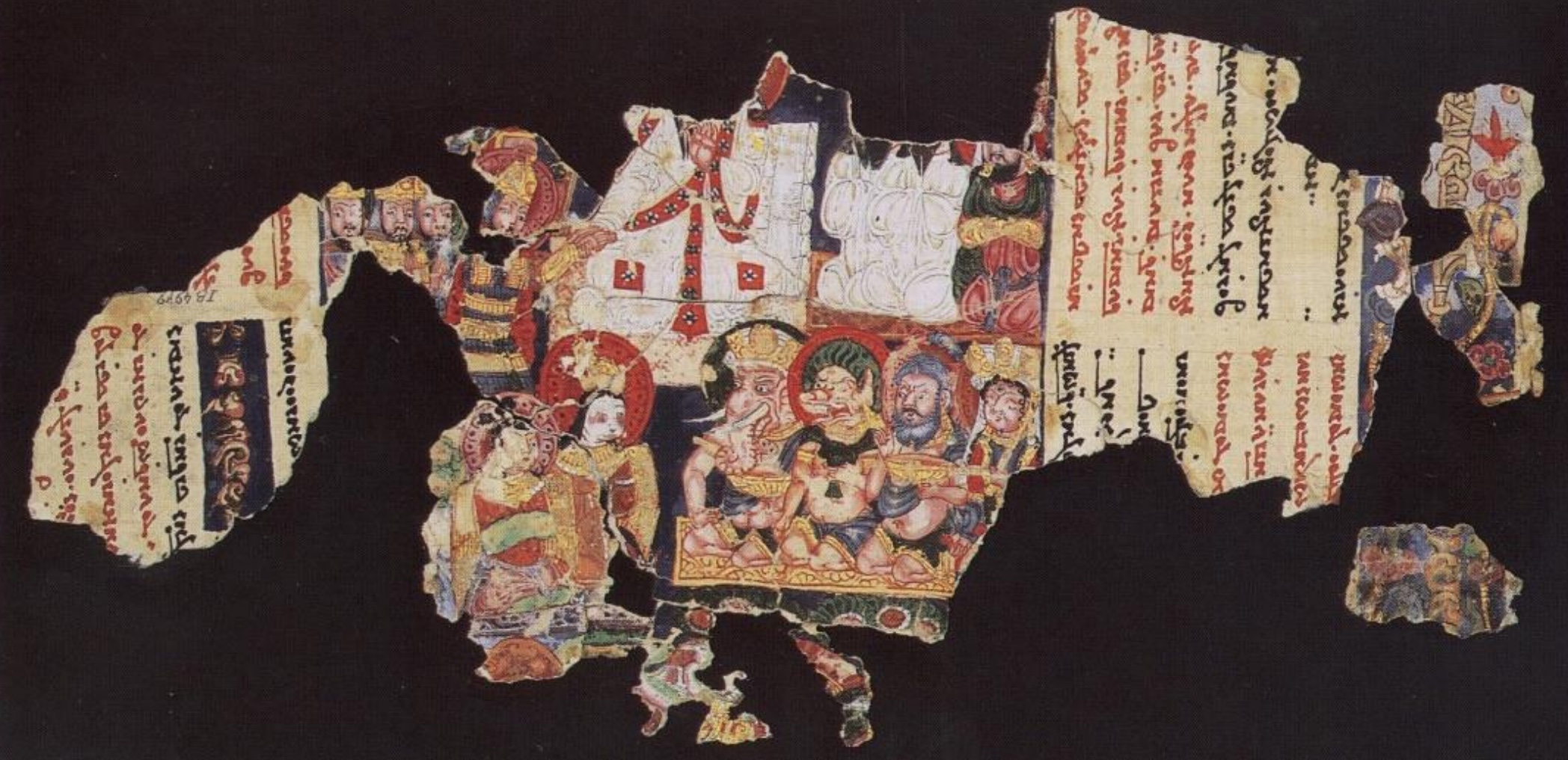
Fragmento de códice hallado en Turfán, en escritura maniquea del

La comunidad maniquea se dividía en dos grupos:
- Los elegidos, en latín electi, pasaban su tiempo en oración, practicaban el celibato y eran vegetarianos. Tras su muerte, según la teología maniquea, los elegidos alcanzaban el Reino de la Luz.

- Los oyentes, en latín auditores, debían servir a los elegidos, podían contraer matrimonio (aunque les estaba desaconsejado tener hijos) y practicaban ayuno todas las semanas. A su muerte, esperaban reencarnarse en elegidos.

Para que el Reino de la Luz triunfara sobre las tinieblas, todos los elegidos y oyentes debían alcanzar el Reino de la Luz. En realidad, no era un triunfo lo que buscaban los maniqueos, sino un retorno al estado original, la separación del Bien y del Mal. Como el mal es indestructible, la única forma de alcanzar el Reino de la Luz es huir de las Tinieblas.

### La fiesta delBema
La fiesta religiosa fundamental de los maniqueos era el Bema, que se celebraba anualmente:
El Bema fue originalmente, en la Iglesia Cristiana Siríaca, un asiento situado en mitad de la nave desde el cual el obispo presidía y se leía el Evangelio. En los templos maniqueos, el Bema era un trono de cinco peldaños, cubierto por valiosos tejidos, que simbolizaban las cinco escalas de la jerarquía. La cima del Bema estaba siempre vacía, ya que correspondía al asiento de Mani. Esta celebración tenía lugar durante el equinoccio de primavera, y era precedida por ayunos, simbolizando la Pasión y muerte de Mani, constituyendo un estricto paralelo de la Pascua Cristiana.

Aunque se presume que a menudo, el Bema estaba vacío, hay algunas evidencias procedentes del escrito maniqueo en copto "Salmos del Bema", de que en el Bema se hallaba una copia del Arzhang, libro ilustrado según la tradición por Mani, que narraba la creación del Universo.

## Doctrina
Los maniqueos, a semejanza de los gnósticos, mandeos y mazdeístas, eran dualistas: creían que había una eterna lucha entre dos principios opuestos e irreductibles, el Bien y el Mal, que eran asociados a la Luz (Zurván) y las Tinieblas (Ahrimán) y, por tanto, consideraban que el espíritu del hombre es de Dios pero el cuerpo del hombre es del demonio. Esto se explicaba a través de un conjunto de mitos antropogónicos, de influencia gnóstica y zoroástrica. En el hombre, el espíritu o luz se encuentra cautivo por causa de la materia corporal; por lo tanto, creen que es necesario practicar un estricto ascetismo para iniciar el proceso de liberación de la Luz atrapada. Desprecian por eso la materia, incluso el cuerpo. Los «oyentes» aspiraban a reencarnarse como «elegidos», los cuales ya no necesitarían reencarnarse más.
Zoroastro, Platón, Jesús, Buda y otras muchas figuras religiosas habrían sido enviadas a la humanidad para ayudarla en su liberación espiritual, siendo Mani el Sello de los Profetas.
En la práctica, el maniqueísmo niega la responsabilidad humana por los males cometidos porque cree que no son producto de la libre voluntad, sino del dominio del mal sobre nuestra vida. Por esto consideraban al pavo real (Pavo cristatus) su animal sagrado, porque sus colores en el plumaje revelaban los distintos estados espirituales por los que pasaba el cuerpo para lograr purificarse y transformarse en el espíritu divino.